# キッチン戦隊クックルン (3代目)
キッチン戦隊クックルン (3代目)では、テレビ番組『ゴー!ゴー!キッチン戦隊クックルン』のうち、3代目のキッチン戦隊クックルンが登場する2017年度と2018年度の内容について記載する。

## あらすじ
ある日、都会「わりおか市」に住む姉弟・アズキと茶太郎の家に、外国人の少女・マロンが上がりこんでくる。彼女が見つけた鍋の中に入っていた宝石のようなアイテム「パワーエレメント」に触れたことで3人は「キッチン戦隊クックルン」に変身してしまい、更に鍋に吸い込まれ「パンパカパンキッチン」に辿り着く。キッチンで作った料理を食べて力を得て「怪人」を撃退した3人は、鍋の裏に貼ってあるメモに気が付く。そこには「地球に怪人が来たらパンパカパンキッチンでパワーをチャージし、まんぷくビームで倒す」「クックルンは選ばれたヒーローであり、その正体は秘密にする決まりである」と書き記されていた。

## 登場人物

### キッチン戦隊クックルン
アズキ
声・演 - 土屋希乃
わりおか市に住む小学生の少女。料理が得意で、留守がちな母・サクラに代わり家の料理を作っている。滅多に会えないサクラのことを慕っているが、当初は当人の前では本心を素直に表現できず辛く当たることもあった。2017年度29話以降、両者の関係は改善されるが、その後もサクラの言動にツッコミを入れる場面が多い。
3人の中では最も常識人で、食卓を壊した怪人に人に迷惑をかけたことを謝るよう説教したり、怪人を倒した後に壊れた食卓の後片付けを率先して行ったりとかなり真面目な性格。そのためマロンと茶太郎に振り回されることが多いが、2018年度1話では急に能力が上がっても1人冷静だったため、その後の揺り戻しに合わずに済んでいる。
マロン
声・演 - アイラ・サマーヘイズ
外国人の少女。日本語を流暢に話せるが、初登場時は片言で話していた。玄関が開いていたからという理由でアズキたちの家に入り込み、アズキが買ったたい焼きを勝手に食べたり、家の中をあれこれ探し回ったり、「美少女」を自称したりと、マイペースかつ図太い性格の持ち主。そのせいか道草三姉妹を始め、怪人以外にも敵が多い。「大金持ち」も自称しており、家と学校間の移動にはヘリコプターを使う。両親とは幼い頃に離れ離れになってしまったらしい。
2017年度6話でアズキたちの家の隣のタワーマンションの最上階に引っ越した。同年度7話でアズキの同級生となり、同年度9話で学級委員に立候補し当選するが、直後に自身が行った提案により、同じく立候補していたキャビアと共に学級委員を務めることとなった。
その正体はシアワ星の出身者。幼少期に未知の病気が蔓延したシアワ星からトムと共に脱出し、以後は地球人として生活していた。松太郎を連れ去ったトムを追いかけ、シアワ星に戻ったことで病気に感染してしまうが、アズキたちの活躍により回復した。その後、病気の原因となった隕石をアズキたちと協力してシアワ星の外に飛ばした。事件解決後、一度はシアワ星に残ろうとしたが、トムの強い勧めもあり最終的には地球でアズキたちと共に暮らすことを選んだ。
茶太郎（ちゃたろう）
声・演 - 盛永晶月
アズキの弟で、彼女と同じ小学校に通う小学生。普段は眼鏡をかけているが、クックルンに変身している時は額に装着する。自身の知識を披露する際には「小学生の常識ですよ」と言う。明るい性格で、頭の回転が速い。当初はかなりの弱虫で、初めて怪人を見た時は姉にすがりついていた。サクラが帰って来た時は素直に喜ぶ。クックルン（ヒーロー）になったことに関しては、感動して嬉し涙を流すほど喜んでいる。「マロンの顔が可愛いから」という理由で、彼女と会った途端に意気投合したりと面食いな一面を持ち、これが仇となって怪人・魔法少女マジカルクリーミーの策略にかかってしまい、アズキとマロンを敵に回したことがある。
サクラ
声・演 - 木村佳乃
アズキと茶太郎の母親。世界をまたにかける料理人。木村佳乃に似ているとよく言われる。性格は良くも悪くもマイペースで明るく、マロンとはすぐに仲良くなった。アズキに対しても明るく接しているが、いつもそばに居られないことには負い目も感じている。
2017年度87話で自身がアズキたちより前に活動していたクックルンであることを彼女たちに明かすと共に変身し、彼女たちと共闘した。なお、アズキたちがクックルンとなっていたことにはまったく気づいていなかったらしく、事実を知った時にはそれなりに驚いていた。2018年度以降は、アズキたちを心配して家にいることが多くなった。
現役時代は松太郎と共に活動していた。シアワ星で松太郎が食卓の姿に固定された後は、彼を元に戻す薬を探すために宇宙を飛び回っていた。家を留守にしがちだったのもこのためである。過去にシアワ星の住人たちを見捨ててしまった一件から「ヒーローは苦しいもの」という考えを持っており、アズキたちをクックルンにすることには否定的だった。
松太郎（まつたろう）
声 - 荒川良々
アズキと茶太郎の父親。丸刈りの頭とぽっちゃりした体型が特徴。マロンと同じダイドコロジーZの使い手だったが、シアワ星で食卓に変身した際にシアワ星の住人に薬をかけられ、食卓の姿に固定されてしまった。その後は自宅で食卓として生活していたが「家族を巻き込みたくない」というサクラの意向により、アズキたちには詳細を伝えず「いなくなった」とだけ説明されていた。サクラが宇宙で入手した「元に戻る薬」の効果により、2018年度79話で元の姿に戻る。楽天家で「みんなでクックルンになった方が楽しそう」という理由から、サクラとは反対にアズキたちがクックルンとなることには肯定的だった。

### クックルンの協力者
マサカゲ
演 - masaharu
パンパカパンキッチンに潜む忍者。語尾に「ござる」を付けて話す。秘密の使命を持つが、その内容については「口が裂けても言えない」。実写パートでは料理に使う食材を忍術で出現させる役目を担う。怪人がキッチンに侵入しそうになった時に粘着テープで時間稼ぎをするなど、忍術以外でクックルンをサポートすることもある。
以下の3人は、クックルンを全力で支えるために忍術「神出鬼没変幻自在の術」で姿を変えたマサカゲが正体であることが、2018年度73話で判明した者たちである。
マサ子ばあさん（マサこばあさん）
時折実写パートに登場する女性。自称「1868年生まれの149歳」。登場時には、古くから伝わる食べ物の知恵をクックルンに伝授する。
マーサ
特集「2018年夏のキャンプスペシャル」に登場。マサカゲの友人を名乗る女性。「Oh My God!」が口癖。
マサカ源（マサカげん）
コーナー「クックルン特捜隊」に登場。クックルン特捜隊の司令官代理。劇画調のイラストで描かれる。
どらもん
マサカゲの友人。髪は白い天然パーマで、2本の角を持つ。完成した料理から現れるパワーエレメントの力で育つ。
作中では時折、外見の変化を伴った急激な成長を見せることがある。2017年度70話では角と尻尾が大きくなり、背中に小さな翼が生えた。同年度85話では体が一回り大きくなり、首周りが茶色くなる、脚に爪が生えるなどの変化が生じた。同年度90話では胴体が急激に伸び、また自力で飛行が可能となった（この形態のみ、アニメパートに登場）。同話でクックルンと共に必殺技「まんぷくファイヤー」を使用したが、その後は卵に戻ってしまった。

### クックルンの家族
トム・フルーツ
声 - 酒巻光宏
マロンのじいや。85歳だが、若々しい服装でスケートボードやパラグライダーを乗りこなす。マロンのことは「マロンちゃま」と呼ぶ。2017年度16話でクックルンの正体を知っていたことが判明して以降、彼女たちのサポート役として暗躍する。自室のクローゼットの奥は怪しげな機械と大量の食卓が置かれた空間に繋がっているが、この空間はマロンたちにも隠し通している。
その正体はシアワ星でマロンの実家に仕えていたアンドロイド。シアワ星に未知の病気が蔓延し始めた頃にマロンを彼女の母親から託され、以後は地球で生活しつつ松太郎を捜索していた。2018年度69話で松太郎を発見し、彼をシアワ星へと強引に連れ去る。その後、紆余曲折の末にクックルンと和解するが、マロンが「クックルンになってから目に見えて良い子になった」ことや、自身が「シアワ星の住人の役に立つために作られたアンドロイド」であることから、マロンをアズキたちの家に預け、自身はシアワ星に残ることを選んだ。
カスミ
声 - 森千晃
アズキと茶太郎の大叔母で、サクラの叔母。アズキには「カスミおばさん」と呼ばれている。サクラが不在の間、アズキと共に洗濯や掃除などの家事を行っている。しかし影が薄く、度々アズキの家を訪れているマロンも、2017年度44話でアズキが紹介するまで彼女の存在に気付かなかった。

### クックルンが通う小学校の関係者
きなこ
声 - 太田哲治
アズキのクラスメイトで友人。前学年もアズキと同じクラスであったらしい。ぽっちゃりした体型の少女で、天然パーマの髪をツインテールにしている。
からすみ
声 - 恒松あゆみ
アズキのクラスメイトで、少しナルシストな美少年。誰にでも平等に優しく、贔屓はしない。
キャビア、フォアグラ、トリュフ
声 - 新田早規（キャビア）、恒松あゆみ（フォアグラ）、土師亜文（トリュフ）
アズキのクラスメイトで、3人合わせて「道草三姉妹」と呼ばれる三つ子。左から順に長女、次女、三女である。富裕層で、モデルもしている。わりおか市のシンボルである全長1129mの建物「わりおかタワー」の最上階に住んでいる。性格は高飛車で、マロンに一方的にライバル心を燃やしている。トリュフはよくマロンから名前を呼び間違えられる。
キャビアは2017年度86話で怪人に誘拐され、同年度90話でクックルンに助けられて以降、クックルンのファンとなる。後に他の2人もファンとなるが、3人ともアズキのファンであり他のクックルンには興味がない。また、クックルンの正体には気づいていない。
先生
声 - 土師亜文
アズキのクラスの担任。若い女性教師。

### ベジタブ星の住人
コーン爺
声 - 太田哲治
ベジタブ星の長老。

### 初代クックルンとその関係者
クミン
声 - 幸田雛子
初代クックルン。2017年度84話で「シュガーポリス」に変装して登場した。イチゴのおじさんと再会した後は彼との世間話に花を咲かせた。クックルンに変身することはなかった。
イチゴのおじさん
声 - 太田哲治
初代のラストボスだったイチゴ怪人。過去に自身と戦った初代クックルンに会うために地球を訪れた。地球ではまず3代目クックルンたちに出会い、はじめは友好的だったが、3代目クックルンが「イチゴ」怪人である自身に「イチゴ」のロールケーキを振る舞ったことに激怒。一転して3代目クックルンへ攻撃を仕掛けるが、ペコハラ村でクミンと再会すると怒りを鎮めた。

### 作品外からのゲスト出演者
加藤一二三
声 - 加藤一二三

## クックルンについて

### 変身時の名乗り
名乗る順に記載。2018年度には台詞の録り直しが行われた。
- アズキ - 「真っ赤なハートは勇気のシンボル！クックルンレッド、私はアズキ！」
- マロン - 「Smile power like (the) shining sun ! クックルンイエロー、私はマロン！」[注釈 9]
- 茶太郎 - 「緑の葉っぱは癒しのエナジー！クックルングリーン、ぼくは茶太郎！」
- サクラ - 「弥生の空に舞い散る奇跡！クックルンフラワー、私はサクラ！」

### 服装
アズキ、マロン、茶太郎
3人ともパーソナルカラーの半袖とミニスカートのワンピースの上に、胸当てのないエプロンを着ている。エプロンのデザインは各人で異なる。2代目クックルンと同様に、パワーアップ後は胸のシンボルマークの中央に星の模様が付いた。
| 名前   | 色 | ワンピース下の服装                    | 頭部の装飾                                                 | 足元                    | 変身前後の髪型                                  |
| ------ | -- | ------------------------------------- | ---------------------------------------------------------- | ----------------------- | ----------------------------------------------- |
| アズキ | 赤 | -                                     | 環状の装飾が沢山付いたヘッドドレス 3つのリボン             | 白タイツ ショートブーツ | ロングヘアー → まとめ髪                         |
| マロン | 黄 | スパッツ                              | 左側にリボン、右側に三角形の装飾が 2つ付いた黄色いベレー帽 | 白タイツ ロングブーツ   | ヘアバンドで束ねた髪型 → カールしたツインテール |
| 茶太郎 | 緑 | 黒い長袖のアンダーシャツ 白い半ズボン | 緑のヘアバンド 眼鏡                                        | 黒タイツ ショートブーツ | きっちりセットした髪型 → やや乱れた髪型         |
サクラ
袖口に白いフリルが付いたピンクの和服、黄色い帯、ピンクのハイヒールを着けている。
松太郎
ノースリーブで鎧のような形のトップス、ズボン、頭巾、中央に松が描かれたヘアバンド、リストバンド、ロングブーツを着けている。色はズボンが白で、その他が茶色である。

### 必殺技
クックルンの必殺技
まんぷくファイヤー
2017年度90話でどらもんの進化に伴いパワーアップしたクックルンの3人が放った必殺技。掛け声は「レッドパワーオン！」（アズキ）「イエローパワーオン！」（マロン）「グリーンパワーオン！」（茶太郎）「力みなぎる三つのエレメント！」（3人）「いでよ、どらもん！」（アズキ）「まんぷくファイヤー！」（3人）。攻撃後は、クックルンの3人はパワーアップした状態から元の状態に戻り、どらもんは卵になってしまう。2018年度84話では強化版の「クックルンビッグファイヤー」を使用した。
まんぷくスプラッシュ
2018年度84話でパワーアップしたクックルンの3人がクックルンビッグファイヤーに続いて使った技。2代目クックルンが使ったものと同様に無数の星を纏った水流を放つが、星の色は3代目クックルンのパーソナルカラーである赤、黄、緑の3色となっている。
まんぷくフリーザー
マサカゲから渡された「氷の巻」を用いて相手を「凍らせる」必殺技。初出は2018年度77話。2018年度81話ではアズキ、茶太郎、サクラの3人で強化版の「スーパーまんぷくフリーザー」を使用した。
アズキの必殺技
レッドアズキシャワー
怪人に上から無数の小豆を降らせて攻撃する。2017年度42、89話では強化版の「レッドアズキシャワー土砂降り」を使用した。
レッドアズキトルネード
両手の間から放った小豆色の光を竜巻に変えて攻撃する。初出は2017年度89話。
マロンの必殺技
ダイドコロジーZ
「変われ、自分！」と叫び、台所用品に変身する。2017年度43話でトムから先代のクックルンのことを教わり習得した。
茶太郎の必殺技
虎の巻メガネ
クックルンに変身している時に額に乗せている眼鏡をかけ、食材に関する薀蓄を披露する。2017年度2話でマサカゲが茶太郎の眼鏡に忍術をかけたことで使えるようになった。発動時にはマサカゲが茶太郎の台詞を代弁する。
ミラクルオチャッパワー
両手に力を込め、小さな茶葉を出現させる。茶葉は息を吹きかけると様々なものに姿を変える。2017年度88話でサクラの指示を仰いたことで習得した。
サクラの必殺技
サクラトルネード
片手の先からピンク色の竜巻を放って攻撃する。左右どちらの手からも発射でき連射も可能だが、繰り返し使った場合は力を激しく消耗する。発動するには、片手の先にリング状の光を発生させるか、頭上に掲げた両手の間に球状の光を発生させる必要がある。
サクラレボリューション
任意の位置にピンク色のベッドを生成する。ベッドは一定時間が経つと消失する。「ダイドコロジーZ」同様に実写パートでも使用された技であり、この時はベッドを壁のように使い怪人の攻撃を防いだ。
松太郎の必殺技
ダイドコロジーZ
「変われ、自分！」と叫び、台所用品に変身する。

### 重要な設定
パワーエレメント
クックルンに変身するために必要な、宝石のような見た目のアイテム。アズキのものは赤くハートの形、マロンのものは黄色く栗の形、茶太郎のものは緑で木の葉の形、サクラのものはピンク色で桜の花弁の形、松太郎のものは上部が緑、下部が茶色で松の形をしている。
パンパカパン
アズキたちの家の台所にあった鍋。蓋を開けることで、内部にある「パンパカパンキッチン」に入れる。もともとはサクラの所有物だったが、彼女が当時使っていたキッチンは何らかの事情で使えなくなっている。

### 正体の取り扱い
茶太郎とマロンはクックルンとなったことを自慢したがっているが、何者かが書き残したメモには「正体は秘密にする決まり」とあった他、マサカゲからもクックルンの掟として、その正体はたとえ家族であっても秘密にすることと念を押されている。アズキは「（正体を）みんなに知られたら恥ずかしい」と思っている。サクラによれば「クックルンに変身すると正体がバレない」らしい。

### 先代のクックルンの取り扱い
わりおか市における先代のクックルンの知名度は不明である。2017年度43話ではトムが初代と2代目のクックルンの画像を3代目クックルンに見せたが、彼女たちは「自分たち以外のクックルン」が存在したことついて驚かなかった。その後、初代クックルンのクミンが同年度84話でゲスト出演している。

## 作中用語
わりおか市
本作の舞台。のどかな田舎であった前2シリーズの舞台とは異なり、高層ビルが立ち並ぶ都会となっている。
わりおか灯篭祭り
1年に1度、わりおか市で開催される伝統的なお祭り。祭りの最後には、各々が願いごとを書いた灯篭を川に流す。祭りの間は様々な屋台が出されるほか「わりおか美人コンテスト」というイベントも開かれ、サクラはこのコンテストで過去18年連続優勝している。
アズキのお助けメモ
実写パート内で、ちょっとした便利な技をアズキが教える。
マロンのきらめきEnglish
実写パート内で、食材の英語名とその発音をマロンが教える。
マロンのときめきSweets
実写パート内で、メインの料理とは別にマロンがデザートを作る。
ぱにゃにゃんだー
2代目クックルンも使った挨拶。3代目クックルンの中で初めて使ったのはマロンで、2017年度7話で転校初日に自己紹介をした際に「みんなに面白い挨拶を教える」と言って使った。ポーズは2代目クックルンのものと同一。「ぱにゃにゃんだー」は「がんばれ」、「ぱにゃにゃん」は「がんばる」を意味するラオスの言葉である。
スペースサクラシャトル
サクラが現役時代に使っていた宇宙船。ふだんは「自宅の冷蔵庫の野菜室の奥」から繋がる秘密の部屋に格納されている。
ジンジン星
現役時代のサクラが3人の怪人を封印した星。ダークイーターズが遠足で訪れた際に、クヨッペンが封印の壺を破壊してしまったことで怪人たちが解き放たれた。
ベジタブ星
おいしい野菜が取れることで有名な惑星。住人たちは野菜のような姿をしている。本来は緑にあふれた星だが、時折惑星全体が黒い雲に覆われ、日光が遮られてしまうことがある。この雲を吹き払うためには「きゅうりの剣」「じゃがいもの鎧」「にらのはちまき」を装備した人物が天に剣をかざす必要があり、過去にはサクラ、本編ではアズキがその役目を担った。
シアワ星
マロンの生まれ故郷である惑星。サクラ曰く「緑がいっぱいで水がきれい、住んでいる人たちは穏やかな星」だったが、感染すると肌が青ざめ口が大きく裂け理性を失う病気の蔓延により住人が乱暴者に変貌し、荒れ果てた惑星と化してしまった。
かつてサクラと松太郎がこの惑星を訪れ、サクラが料理を食卓に変身した松太郎の上に置いて振る舞うことで住人の病気を治療した。しかし、松太郎が食卓の姿を維持していないと病気が再発してしまうことが後に判明。病気の再発を恐れた住人たちは薬を使い、松太郎を食卓の姿に固定したが、「シアワ星の平和」よりも「家族との生活」を優先したサクラが松太郎を連れて脱出した結果、住人のほぼ全員が病気に感染してしまった。
2018年度83話で、アズキとサクラの料理、そして食卓に変身したマロンによって住人たちが元に戻った。同年度84話では、病気の原因が過去に飛来した隕石であることが判明。クックルンが隕石を惑星の外に飛ばしたことにより、病気が再発する危険性はなくなった。

## 放送内容について

### 各曜日の放送
- 月曜日から水曜日 - 戦隊もののストーリーに絡めながら料理の作り方を紹介していく。
- 木曜日 - 前半はアニメパート、後半は「クックルン特捜隊」（2018年以降は「クックルンチャレンジ！」）を放送。
- 金曜日 - 「クックルンチャレンジ！」（2018年以降は「クックルン特捜隊」）を放送。

### 各種コーナー
マサカゲのクイズ食Q
マサカゲが料理や食材に関する問題を出題し、クックルンの3人のうちの1人が解答する。解答者が問題に正解するとマサカゲの髪が回転し、不正解だとマサカゲが「残念」と書かれた札を解答者の額に貼り付ける。
きょうの和室
クックルンの3人のうちの1人とマサカゲで進行。作った料理のリメイクを紹介したり、マロンが食べ物にまつわる英語を紹介したりする。
クックルン特捜隊
「食べ物の謎を調べて！」という視聴者からの「指令」を受け、クックルンの3人が調査を行う。
クックルンチャレンジ！
食べ物のクイズなどが出題される。

## 主題歌
エンディングテーマの作詞はすべて竹村武司が担当。
「パンパカパン！キッチン戦隊クックルン」
土屋希乃、アイラ・サマーヘイズ、盛永晶月によるオープニングテーマ。作詞と作曲は得能律郎。
「広すぎるキッチン」
土屋希乃によるエンディングテーマ。作曲は得能律郎。
「負けるな！ふんばれ！クヨッペン」
皆川猿時、七緒はるひによるエンディングテーマ。作曲は福井洋介。
「イラッキン愛のバラード」
七緒はるひ、皆川猿時によるエンディングテーマ。作曲は佐藤泰将。
「パパになっちゃった」
皆川猿時、七緒はるひ、井上尚によるエンディングテーマ。作曲はYUPPA。
「笑顔の食卓」
アイラ・サマーヘイズによるエンディングテーマ。作曲は得能律郎。

## 各話リスト
表について
- 週 - 年度内での放送週の通番。
- 話 - 年度内での放送回の通番。
- 初回放送日 - 放送が初めてされたと確認できた日。
- サブタイトル - NHKの番組表[† 7]や電子番組ガイドに準ずる。初回放送と再放送で異なる場合は、基本的に初回放送のものを記載。
- 怪人・テーマ食材・司令内容：番組に準ずる。
- 料理名 - 公式ウェブサイトの「これまでに紹介したレシピ [† 8]」に掲載されたものに準ずる（例外あり）。
- 挿入歌 - 番組内で披露される歌。太字は初出の物。
- ED - エンディングテーマ。「広すぎるキッチン」を「A」、「負けるな！ふんばれ！クヨッペン」を「B」、「イラッキン愛のバラード」を「C」、「パパになっちゃった」を「D」、「笑顔の食卓」を「E」と表記している。

### 2017年度
| 週 | 話 | 初回放送日    | サブタイトル                              | 怪人                                         | テーマ食材       | 料理名・司令内容                                                                                     | 挿入歌                                                                                              | ED |
| -- | -- | ------------- | ----------------------------------------- | -------------------------------------------- | ---------------- | --- | --------------------------------------------------------------------------------------------------- | -- |
| 01 | 01 | 2017年 4月3日 | あたらしいクックルン、たんじょう！        | キングイチゴリラ                             | -                | - | -                                                                                                   | -  |
| 01 | 02 | 4月4日        | はじめてのまんぷくビーム！                | キングイチゴリラ                             | いちご           | いちごもち                                                                                           | -                                                                                                   | -  |
| 01 | 03 | 4月5日        | キャベツ怪人、あらわる！                  | キャベーツ・リー                             | 春キャベツ       | 春キャベツのたっぷりスープ                                                                           | -                                                                                                   | -  |
| 01 | 04 | 4月6日        | ハングリー！ ダークイーターズだ！         | -                                            | -                | クックルンチャレンジ                                                                                 | -                                                                                                   | -  |
| 01 | 05 | 4月7日        | あたらしいクックルンをヨロシク♪           | -                                            | -                | - | パンパカパン！キッチン戦隊クックルン                                                                | -  |
| 02 | 06 | 4月17日       | マロンがとなりにひっこしてきたよ！        | バナナムーンサルト                           | バナナ           | バナナプリン                                                                                         | -                                                                                                   | A  |
| 02 | 07 | 4月18日       | マロンがてんこうしてきたよ！              | ラリルレタス                                 | レタス           | エビの生はるまき                                                                                     | パンパカパン！キッチン戦隊クックルン                                                                | A  |
| 02 | 08 | 4月19日       | じゃがいも怪人が兄弟でやってきた          | ジャガイモブラザーズ 0じゃが太郎 0じゃが次郎 | じゃがいも       | 和風ポテトサラダ                                                                                     | -                                                                                                   | A  |
| 02 | 09 | 4月20日       | 学級委員になるのはだれだ                  | -                                            | -                | - | パンパカパン！キッチン戦隊クックルン                                                                | A  |
| 02 | 10 | 4月21日       | スリービンゴーズでパワーアップ！          | -                                            | -                | - | -                                                                                                   | A  |
| 03 | 11 | 5月15日       | バッキューンリ！ きゅうり怪人あらわる     | バッキューンリ                               | きゅうり         | コロコロシーザーサラダ                                                                               | パンパカパン☆キッチン                                                                               | B  |
| 03 | 12 | 5月16日       | さくらんぼ怪人のねむくな～るこうげき      | さくらん坊主                                 | さくらんぼ       | くすだまゼリー                                                                                       | パンパカパン☆キッチン                                                                               | B  |
| 03 | 13 | 5月17日       | グリンピース怪人のおそろしいはつめい      | グリピー博士                                 | グリンピース     | ピースむしパン                                                                                       | パンパカパン☆キッチン                                                                               | B  |
| 03 | 14 | 5月18日       | クヨッペン、歌えほがらかに！              | どらドーラ きのこっこ こんぶー               | -                | 「クックルン特捜隊」 キャベツって何まい重なってるの？ 数えてきて！                                   | -                                                                                                   | A  |
| 03 | 15 | 5月19日       | ぬかづけって、なに？                      | -                                            | -                | - | パンパカパン☆キッチン                                                                               | A  |
| 04 | 16 | 5月29日       | パイナップル怪人と、わなげ対決だ！        | わんぱくパインボーイ                         | パイナップル     | 焼きパインドーナツ                                                                                   | パンパカパン☆キッチン                                                                               | B  |
| 04 | 17 | 5月30日       | またつまらぬタピオカをきってしまった…     | タピオカ弘、                                 | タピオカ         | タピオカマンゴープリン                                                                               | みんないっしょにぱにゃにゃんだー！ 2nd                                                              | B  |
| 04 | 18 | 5月31日       | マロンの家にあそびにいったよ！            | スッパーレモンキー                           | レモン           | キラキラあじさい                                                                                     | みんないっしょにぱにゃにゃんだー！ 2nd                                                              | B  |
| 04 | 19 | 6月1日        | クヨッペン、ふるいトモダチに会う          | のりすけ                                     | -                | 「クックルン特捜隊」 キャベツのなぞにせまる！ こうへん                                               | -                                                                                                   | A  |
| 04 | 20 | 6月2日        | くだものクイズにチャレンジ！              | -                                            | -                | - | みんないっしょにぱにゃにゃんだー！ 2nd                                                              | A  |
| 05 | 21 | 6月5日        | まけるな！ アズキスペシャル ぜんぺん      | -                                            | -                | - | -                                                                                                   | A  |
| 05 | 22 | 6月6日        | まけるな！ アズキスペシャル こうへん      | -                                            | たまご           | たまごと野菜の洋風スープ ふわっとオムレツサンド さくらんぼあめ                                       | -                                                                                                   | A  |
| 05 | 23 | 6月7日        | あま～くてキュートな…マロンスペシャル♪    | -                                            | -                | - | -                                                                                                   | A  |
| 05 | 24 | 6月8日        | 茶太郎スペシャル にんじゃをめざせ！       | -                                            | -                | ひょうろう丸                                                                                         | -                                                                                                   | -  |
| 05 | 25 | 6月9日        | みんなそろって、うたのスペシャル！        | -                                            | -                | わらびもち                                                                                           | パンパカパン！ キッチン戦隊クックルン パンパカパン☆キッチン みんないっしょにぱにゃにゃんだー！ 2nd  | A  |
| 06 | 26 | 6月26日       | アズキのママはりょうりにん                | エッグリアン                                 | たまご           | わふうキーマカレー                                                                                   | パンパカパン☆キッチン                                                                               | B  |
| 06 | 27 | 6月27日       | トマト怪人がやってきた                    | トマトマトマトマト                           | トマト           | トマトカップのハンバーグ                                                                             | スリー・ビンゴーズ・マーチ                                                                          | B  |
| 06 | 28 | 6月28日       | あのピーマン王子がやってきた              | ピーマン王子                                 | ピーマン         | ピーマンカップピザ                                                                                   | スリー・ビンゴーズ・マーチ                                                                          | A  |
| 06 | 29 | 6月29日       | いっしょにつくった たまごやき             | -                                            | -                | 「クックルン特捜隊」 きくらげってなあに？                                                            | -                                                                                                   | -  |
| 06 | 30 | 6月30日       | “ひんやり”をてづくり!?                    | -                                            | -                | クックルン3色なめらかアイス （バニラ・アボカド・トマト）                                             | スリー・ビンゴーズ・マーチ                                                                          | B  |
| 07 | 31 | 7月10日       | 夏だ！ 海だ！ スイカ怪人だ！              | スイ閣下                                     | スイカ           | スイカの丸ごとぷるぷるゼリー                                                                         | 天使のスイーツメモリー                                                                              | -  |
| 07 | 32 | 7月11日       | ブルーベリー怪人とビーチバレー対決だ！    | バレーベリーボーイ                           | ブルーベリー     | イチゴとブルーベリーのパンケーキ                                                                     | 天使のスイーツメモリー                                                                              | B  |
| 07 | 33 | 7月12日       | エビ怪人のバッシャバシャ攻撃だ！          | エビリアン                                   | エビ             | ガーリックシュリンプ                                                                                 | パンパカパン☆キッチン                                                                               | -  |
| 07 | 34 | 7月13日       | クヨッペンのドキドキドライブデート！      | -                                            | -                | 「クックルン特捜隊」 にんじんが苦手な友だちにもプレゼントできる にんじんをさがしてきて！             | スリー・ビンゴーズ・マーチ                                                                          | -  |
| 07 | 35 | 7月14日       | すっぱい！おいしい！うめのみりょく        | -                                            | -                | - | 天使のスイーツメモリー                                                                              | A  |
| 08 | 36 | 7月31日       | 夏のスペシャルミッション スタート！       | -                                            | -                | - | -                                                                                                   | -  |
| 08 | 37 | 8月1日        | 静岡で茶つみにちょうせん！                | -                                            | -                | - | -                                                                                                   | -  |
| 08 | 38 | 8月2日        | しんせんなさかなをつれ！                  | -                                            | -                | - | -                                                                                                   | -  |
| 08 | 39 | 8月3日        | おもちにへそがある？！                    | -                                            | -                | - | -                                                                                                   | -  |
| 08 | 40 | 8月4日        | 夏休みスペシャルメニュー 完成！           | -                                            | -                | - | -                                                                                                   | -  |
| 09 | 41 | 8月28日       | うどん怪人vsマロン おしゃれ対決           | ウドン小西                                   | 小麦粉           | もちもち手打ちうどん                                                                                 | パンパカパン☆キッチン                                                                               | -  |
| 09 | 42 | 8月29日       | 人間？インゲン？怪人だ!?                  | インゲンニンゲンインゲン                     | インゲン         | ホットプレートパエリア                                                                               | スリー・ビンゴーズ・マーチ                                                                          | B  |
| 09 | 43 | 8月30日       | クックルン伝統の必殺技！ ダイドコロジーＺ | カーワちゃん                                 | シュウマイの皮   | ふわふわ！ 花シューマイ                                                                              | みんないっしょにぱにゃにゃんだー！ 2nd                                                              | -  |
| 09 | 44 | 8月31日       | アズキを助けるオーディション？            | -                                            | -                | 「クックルン特捜隊」 オクラをそだてているんだけどいつも花が さいてくれない… しらべてもらえませんか？ | スリー・ビンゴーズ・マーチ                                                                          | -  |
| 09 | 45 | 9月1日        | やきそば＋ムラサキキャベツ＝何色？        | -                                            | -                | 3しょくつけめん                                                                                      | スリー・ビンゴーズ・マーチ                                                                          | B  |
| 10 | 46 | 9月11日       | 魔法少女マジカルクリーミー、再び！        | マジカルクリーミー                           | 生クリーム       | ほうじ茶プリン                                                                                       | 天使のスイーツメモリー                                                                              | -  |
| 10 | 47 | 9月12日       | ぷるぷる！ こんにゃく怪人、あらわる！     | ぷるぷるコンニャ君                           | こんにゃく       | ひとくちみそ田楽                                                                                     | パンパカパン☆キッチン                                                                               | -  |
| 10 | 48 | 9月13日       | なめこ怪人のベロベロ攻撃！！              | ベロベロなめこちゃん                         | なめこ           | なめこ汁                                                                                             | スリー・ビンゴーズ・マーチ                                                                          | B  |
| 10 | 49 | 9月14日       | 怪人オーディションに“ゆとり世代”？        | -                                            | -                | 「クックルン特捜隊」 まだあまり知られていない ネバネバやさいをさがしてきて！                         | -                                                                                                   | -  |
| 10 | 50 | 9月15日       | クイズ これはなんでSHOW                   | -                                            | -                | - | -                                                                                                   | A  |
| 11 | 51 | 10月16日      | かぼちゃの怪人のふしぎな魔法              | 魔法使いかぼちゃのバアシャン                 | かぼちゃ         | パンプキン・チーズケーキ・バー                                                                       | ぱりぴん☆彡どりーむ                                                                                 | B  |
| 11 | 52 | 10月17日      | マッシュルームの怪人を探せ！              | マシュミ マシュミの母                        | マッシュルーム   | マッシュルームのオープンオムレツ                                                                     | ぱりぴん☆彡どりーむ                                                                                 | B  |
| 11 | 53 | 10月18日      | なにかをなくした食パンの怪人              | ホワイトパンジャミン                         | 食パン           | きのこたっぷりのパンピザ バタシュガラスク                                                            | ぱりぴん☆彡どりーむ                                                                                 | B  |
| 11 | 54 | 10月19日      | はちみつのとりかた                        | -                                            | -                | 「クックルン特捜隊」 はちみつをとるときみつばちと 戦わなくちゃいけないんですか？                     | -                                                                                                   | -  |
| 11 | 55 | 10月20日      | たまごの白身でパーティースイーツ          | -                                            | -                | - | ぱりぴん☆彡どりーむ                                                                                 | B  |
| 12 | 56 | 10月30日      | おかえり！ サクラママ                     | スラスラスライシー                           | のり             | コロコロ キャンディ寿司                                                                              | きゃのうえい きゃのうえい                                                                           | -  |
| 12 | 57 | 10月31日      | いそがしすぎるバター怪人                  | バッタバターン                               | 食パン           | くるくる ロールサンド                                                                                | ぱりぴん☆彡どりーむ                                                                                 | -  |
| 12 | 58 | 11月1日       | サツマイモ怪人の強そうな攻撃！            | マイモーどん                                 | サツマイモ       | スティック大学いも                                                                                   | きゃのうえい きゃのうえい                                                                           | B  |
| 12 | 59 | 11月2日       | とうろうまつりの思い出                    | -                                            | -                | 「クックルン特捜隊」 1頭の牛からどのぐらいぎゅうにゅうができるの？                                   | -                                                                                                   | -  |
| 12 | 60 | 11月3日       | マサ子ばあさんのほしやさい講座            | -                                            | -                | - | きゃのうえい きゃのうえい                                                                           | B  |
| 13 | 61 | 11月27日      | ツナ缶はどれでしょうゲーム！              | マジックツナカーン                           | ツナ             | ツナそぼろカップライス                                                                               | きゃのうえい きゃのうえい                                                                           | -  |
| 13 | 62 | 11月28日      | 池の水をとろとろにする怪人                | カタクリじいさん                             | 片栗粉           | コロコロ肉巻きおにぎり                                                                               | パンパカパン☆キッチン                                                                               | -  |
| 13 | 63 | 11月29日      | お笑いショーに出るオイスター怪人          | オイスターファイブ                           | オイスターソース | シンガポール風チキンライス                                                                           | きゃのうえい きゃのうえい                                                                           | B  |
| 13 | 64 | 11月30日      | レンコンには、なぜ穴がある？              | -                                            | -                | 「クックルン特捜隊」 なぜレンコンは穴が開いているの？                                                | -                                                                                                   | -  |
| 13 | 65 | 12月1日       | マサ子ばあさんのお米料理                  | -                                            | -                | - | きゃのうえい きゃのうえい                                                                           | B  |
| 14 | 66 | 12月11日      | コショウ怪人だ、ハックション！            | ハクション大社長                             | コショウ         | とりハムリースサラダ                                                                                 | きゃのうえい きゃのうえい                                                                           | -  |
| 14 | 67 | 12月12日      | 牛乳怪人とゲーム対決！                    | ミルミルクーちゃん                           | 牛乳             | 根菜たっぷりカップパイシチュー                                                                       | パンパカパン☆キッチン                                                                               | C  |
| 14 | 68 | 12月13日      | お湯怪人、あらわる！                      | オーユー                                     | お湯             | ミルクティのふわふわシフォンケーキ                                                                   | ぱりぴん☆彡どりーむ                                                                                 | B  |
| 14 | 69 | 12月14日      | お風呂好きのやさい？                      | -                                            | -                | 「クックルン特捜隊」 私の地元にお風呂好きのやさいがあるので 調べに来て！                             | -                                                                                                   | -  |
| 14 | 70 | 12月15日      | どうしたの？ どらもん                     | -                                            | -                | - | だし巻き岬                                                                                          | B  |
| 15 | 71 | 2018年 1月8日 | 踊る！ かつおぶしダンサーズ               | スーパーフッシーズ                           | かつおぶし       | モチモチ焼き                                                                                         | みんないっしょにぱにゃにゃんだー！ 2nd                                                              | -  |
| 15 | 72 | 1月9日        | じゃがいも怪人のごたごた                  | ダンディポティ父さん                         | じゃがいも       | とりじゃが                                                                                           | きゃのうえい きゃのうえい                                                                           | -  |
| 15 | 73 | 1月10日       | クヨッペンの新しいギャグ                  | ペン姉え                                     | ペンネ           | コーンクリームペンネ                                                                                 | ぱりぴん☆彡どりーむ                                                                                 | -  |
| 15 | 74 | 1月11日       | ダークイーターズ、遠足に行く              | -                                            | -                | - | うま うま うまーい!! なぞなぞソング                                                                 | -  |
| 15 | 75 | 1月12日       | そばの黒いつぶつぶは、なに？              | -                                            | -                | 「クックルン特捜隊」 そばの黒いつぶつぶって何？                                                      | -                                                                                                   | -  |
| 16 | 76 | 2月5日        | クックルン、北海道上陸！                  | -                                            | -                | - | -                                                                                                   | -  |
| 16 | 77 | 2月6日        | 北海道！ 雪！ じゃがいも！                | -                                            | -                | - | -                                                                                                   | -  |
| 16 | 78 | 2月7日        | うっしっし、北海道のおいしいチーズ        | -                                            | -                | - | きゃのうえい きゃのうえい                                                                           | -  |
| 16 | 79 | 2月8日        | 冬の北海道なのに、あつい!?                | -                                            | -                | - | ぱりぴん☆彡どりーむ                                                                                 | -  |
| 16 | 80 | 2月9日        | さよなら、北海道！                        | -                                            | -                | - | -                                                                                                   | -  |
| 17 | 81 | 2月19日       | どらもんの目をさまさせよう！              | -                                            | -                | - | スリー・ビンゴーズ・マーチ きゃのうぇい きゃのうぇい だし巻き岬 うま うま うまーい!! なぞなぞソング | -  |
| 17 | 82 | 2月20日       | バター怪人のはじめての休み                | バッタバターン                               | バター           | お花さくサククッキー                                                                                 | 天使のスイーツメモリー                                                                              | B  |
| 17 | 83 | 2月21日       | 怪人がクックルンの知り合い?!              | イチゴのおじさん                             | いちご           | いちごたっぷりロールケーキ                                                                           | ぱりぴん☆彡どりーむ                                                                                 | B  |
| 17 | 84 | 2月22日       | いざ、ペコハラ村へ！                      | イチゴのおじさん                             | たまご           | 焼きプリンパイ                                                                                       | 天使のスイーツメモリー                                                                              | -  |
| 17 | 85 | 2月23日       | ウニ怪人とたたかおう！ 6対1?              | デビルウニウニーン                           | -                | - | -                                                                                                   | B  |
| 18 | 86 | 3月5日        | キャビア救出大作戦（1）                   | アイビキデビル                               | 合いびき肉       | カラフルミートローフ                                                                                 | みんないっしょにぱにゃにゃんだー！ 2nd                                                              | -  |
| 18 | 87 | 3月6日        | キャビア救出大作戦（2）                   | アイビキデビル                               | 手羽元           | ママの手作りチキンカレー                                                                             | きゃのうえい きゃのうえい                                                                           | -  |
| 18 | 88 | 3月7日        | キャビア救出大作戦（3）                   | チキンデーモン カレーリアン                  | -                | かんたんロールカレーパン                                                                             | パンパカバン☆キッチン                                                                               | -  |
| 18 | 89 | 3月8日        | キャビア救出大作戦（4）                   | カレーリアン                                 | じゃがいも       | 3色まんまるコロッケ                                                                                  | -                                                                                                   | -  |
| 18 | 90 | 3月9日        | キャビア救出大作戦（5）                   | カレーリアン                                 | -                | 3色まんまるコロッケ                                                                                  | -                                                                                                   | -  |

### 2018年度
| 週 | 話 | 初回放送日    | サブタイトル                               | 怪人                                                            | テーマ食材                 | 料理名・司令内容                                                                   | 挿入歌                                                        | ED |
| -- | -- | ------------- | ------------------------------------------ | --------------------------------------------------------------- | -------------------------- | ---------------------------------------------------------------------------------- | ------------------------------------------------------------- | -- |
| 01 | 01 | 2018年 4月2日 | 調子がいいぞ、クックルン！                 | トウフンガフンガ                                                | とうふ                     | さくらのお花見だんご                                                               | パンパカパン☆キッチン                                         | B  |
| 01 | 02 | 4月3日        | クックルン、調子にのる                     | トグルーヨ                                                      | たまご                     | ミモザサラダ                                                                       | みんないっしょにぱにゃにゃんだー！ 2nd                        | B  |
| 01 | 03 | 4月4日        | アズキ、調子にのらない                     | プチャッケ                                                      | ひきにく                   | ふわふわミートボール                                                               | じゃじゃじゃフライパン                                        | -  |
| 01 | 04 | 4月5日        | みんなで誕生祝い！                         | -                                                               | -                          | -                                                                                  | -                                                             | B  |
| 01 | 05 | 4月6日        | 淡路島でたまねぎ大ちょうさ！               | -                                                               | -                          | 「クックルン特捜隊」 たまねぎは皮をむいてもむいても中身がありません なぜですか？   | じゃじゃじゃフライパン                                        | -  |
| 02 | 06 | 4月16日       | キウイ怪人 VS 3人のアズキ?!                | キウイーン                                                      | キウイ                     | フルーツたっぷり杏仁豆腐                                                           | 天使のスイーツメモリー                                        | -  |
| 02 | 07 | 4月17日       | きなこ怪人 VS きなこヒーロー?!             | きなこ富士                                                      | きなこ                     | 3色ラスク                                                                          | きゃのうえい きゃのうえい                                     | B  |
| 02 | 08 | 4月18日       | パパに会いたい                             | ゼラ村チン吾郎                                                  | ゼラチン                   | 摩訶不思議！ 勝手に2色ゼリー                                                       | ぐるしゃか                                                    | -  |
| 02 | 09 | 4月19日       | がんばれ、クヨッペンパパ！                 | -                                                               | -                          | -                                                                                  | -                                                             | B  |
| 02 | 10 | 4月20日       | 徳島・鳴門でわかめをさがせ！               | -                                                               | -                          | 「クックルン特捜隊」 わかめがどんな風に作られているか調べてきて！                  | ぐるしゃか                                                    | -  |
| 03 | 11 | 5月14日       | クセのつよい怪人たちのケンカ               | クセがツヨイーズ 0パセリン 0セロリン 0パクチン プルプルプリンコ | パセリ                     | かんたんキッシュ                                                                   | ぐるしゃか                                                    | B  |
| 03 | 12 | 5月15日       | 涙もでない!? 玉ねぎ怪人の攻撃              | ボールネギー                                                    | たまねぎ                   | ぶた肉のしょうが焼き                                                               | じゃじゃじゃフライパン                                        | B  |
| 03 | 13 | 5月16日       | みわけがつかない”ゴマ怪人”                 | イリゴマン スリゴマン ワルゴマン シロゴマン                     | いりごま                   | アボカドとろ～りかいせん丼                                                         | きゃのうぇい きゃのうぇい                                     | -  |
| 03 | 14 | 5月17日       | クヨッペンパパの育児日記                   | -                                                               | -                          | 「おたよりクックルン」                                                             | -                                                             | -  |
| 03 | 15 | 5月18日       | 静岡でピンク色の食べものをさがせ！         | -                                                               | -                          | 「クックルン特捜隊」 静岡県でピンク色の食べものを探せ！                            | だし巻き岬                                                    | -  |
| 04 | 16 | 5月28日       | ハルサメ怪人、川にあらわる！               | ハルサメ                                                        | はるさめ                   | ふわたま はるさめスープ                                                            | パンパカパン☆キッチン                                         | B  |
| 04 | 17 | 5月29日       | 人間に化けたレタス怪人                     | レタスケテー                                                    | 食パン                     | よくばりフレンチトースト                                                           | じゃじゃじゃフライパン                                        | B  |
| 04 | 18 | 5月30日       | たまごの黄身怪人をさがそう！               | しろたろう                                                      | たまご                     | カスタードフルーツサンド                                                           | きゃのうぇい きゃのうぇい                                     | B  |
| 04 | 19 | 5月31日       | トムとクヨッペンのひみつのクローゼット     | -                                                               | -                          | -                                                                                  | -                                                             | -  |
| 04 | 20 | 6月1日        | 千葉・山武で一番高い野菜のなぞを解け！     | -                                                               | -                          | 「クックルン特捜隊」 一番高い野菜はなんだ？                                        | -                                                             | -  |
| 05 | 21 | 6月11日       | 相手をしてほしい中華麺怪人                 | ヌードルクモ夫 ショー・ユーン                                   | ちゅうかめん               | キラキラ☆冷やし中華                                                                | じぶんの味 Go My Way!                                         | D  |
| 05 | 22 | 6月12日       | 中華麺怪人の人生をかけた攻撃               | ヌードルクモ夫 ショー・ユーン                                   | しょうゆ                   | とうもろこしたまごどうふ                                                           | きゃのうぇい きゃのうぇい                                     | -  |
| 05 | 23 | 6月13日       | アツいぞ！ アイスクリーム怪人              | バニラヒューマン                                                | バニラアイスクリーム       | ふわふわどら焼きアイスサンド                                                       | みんないっしょにぱにゃにゃんだー！ 2nd                        | D  |
| 05 | 24 | 6月14日       | クヨッペンのパパ友                         | ブブブブブブドウ イケメンレモーレ ごぼぼん                      | -                          | -                                                                                  | パパになっちゃった                                            | -  |
| 05 | 25 | 6月15日       | 石川・珠洲で塩をつくれ！                   | -                                                               | -                          | 「クックルン特捜隊」 しおを作ってきて                                              | じぶんの味 Go My Way!                                         | -  |
| 06 | 26 | 6月25日       | うなぎ怪人の忘れ物                         | オッチョコウナーギ                                              | うなぎ                     | スタミナうなぎちらし                                                               | ぐるしゃか                                                    | -  |
| 06 | 27 | 6月26日       | ゴーヤ怪人の悩み                           | ゴーヤマザー ゴーヤ子                                           | ゴーヤー                   | ゴーヤーチャンプルー                                                               | じゃじゃじゃフライパン                                        | D  |
| 06 | 28 | 6月27日       | いか怪人、イカスミが出なくなる             | ブラックイーカー                                                | シーフードミックス         | ホットプレート海鮮焼きそば                                                         | トライ！ トライ！ トライ！                                    | -  |
| 06 | 29 | 6月28日       | クヨッペンパパ、公園星デビュー             | -                                                               | -                          | -                                                                                  | トライ！ トライ！ トライ！                                    | D  |
| 06 | 30 | 6月29日       | 秋田で“じゅんさい”大調査！                 | -                                                               | -                          | 「クックルン特捜隊」 この時期 秋田県でとれる「じゅんさい」という食べ物を調べてきて | -                                                             | -  |
| 07 | 31 | 7月30日       | キャンプスペシャル 火をおこせ！            | -                                                               | -                          | -                                                                                  | -                                                             | -  |
| 07 | 32 | 7月31日       | キャンプスペシャル "なべ"を作れ！          | -                                                               | -                          | -                                                                                  | -                                                             | -  |
| 07 | 33 | 8月1日        | キャンプスペシャル やさいをしゅうかく！    | -                                                               | -                          | -                                                                                  | -                                                             | -  |
| 07 | 34 | 8月2日        | キャンプスペシャル ひんやりスイーツ！      | -                                                               | -                          | -                                                                                  | -                                                             | -  |
| 07 | 35 | 8月3日        | キャンプスペシャル "マーサ"の正体          | -                                                               | -                          | -                                                                                  | -                                                             | -  |
| 08 | 36 | 9月3日        | それいけ！ ベジタブ星大冒険（1）           | -                                                               | -                          | -                                                                                  | トライ！ トライ！ トライ！ ぐるしゃか じゃじゃじゃフライパン  | -  |
| 08 | 37 | 9月4日        | それいけ！ ベジタブ星大冒険（2）           | -                                                               | そば                       | そばいなり                                                                         | デコッCHAO☆                                                   | B  |
| 08 | 38 | 9月5日        | それいけ！ ベジタブ星大冒険（3）           | -                                                               | じゃがいも                 | じゃがいものバジルソースサラダ                                                     | ぐるしゃか                                                    | -  |
| 08 | 39 | 9月6日        | それいけ！ ベジタブ星大冒険（4）           | マダムペロリン                                                  | にら                       | パリパリ☆ジューシーぎょうざ                                                        | -                                                             | -  |
| 08 | 40 | 9月7日        | ”えどきり子”さんをさがせ！                 | -                                                               | -                          | 「クックルン特捜隊」 透き通った肌の「えどきり子」さんを探せ！                      | デコッCAHO☆                                                   | -  |
| 09 | 41 | 9月17日       | しいたけアーティストの引退コンサート?!     | しいちゃん                                                      | きのこ                     | きのこととり肉のホイルやき                                                         | デコッCAHO☆                                                   | -  |
| 09 | 42 | 9月18日       | サーモン怪人の里帰り                       | アラサーモン                                                    | さけ                       | さけのクリーミーグラタン                                                           | じゃじゃじゃフライパン                                        | D  |
| 09 | 43 | 9月19日       | 水鉄砲が得意な怪人、あらわる！             | ウイリアム・サル                                                | りんご                     | さんかくアップルパイ                                                               | オカシなおかしなティータイム                                  | -  |
| 09 | 44 | 9月20日       | クヨッペンパパびっくり！ イララが立った？  | -                                                               | -                          | -                                                                                  | -                                                             | -  |
| 09 | 45 | 9月21日       | マグロ大研究！                             | -                                                               | -                          | 「クックルン特捜隊」 マグロってどうやってお店にならぶの？                          | オカシなおかしなティータイム                                  | -  |
| 10 | 46 | 10月15日      | 加藤一二三さんがやってきた！               | 砂糖一二三 黒砂糖一二三                                         | ぶたにく                   | ゴロゴロ野菜のすぶた                                                               | じぶんの味 Go My Way!                                         | B  |
| 10 | 47 | 10月16日      | 加藤一二三さんが怪人に捕まった！           | レーズン大統領 レーズン大佐 レーズン村長                        | レーズン                   | かぼちゃサラダ                                                                     | ぐるしゃか                                                    | B  |
| 10 | 48 | 10月17日      | 加藤一二三さんがまたまた怪人に捕まった     | ふっくらん                                                      | お米                       | さつまいもとしおこんぶの混ぜごはん                                                 | きゃのうぇい きゃのうぇい                                     | -  |
| 10 | 49 | 10月18日      | 加藤一二三さんがダークソーサーに来た！     | ふっくらん ゼリゼリー サンマーン ソブール                       | -                          | いろいろきのこのスペシャルなめたけ                                                 | -                                                             | -  |
| 10 | 50 | 10月19日      | ドラモンがあめになる!?                     | -                                                               | -                          | 「クックルン特捜隊」 あめはどうやってできるの？                                    | -                                                             | -  |
| 11 | 51 | 10月29日      | ハロウィーンスペシャル（1）                | ピザーザ                                                        | ピザ用チーズ               | よくばりチーズフォンデュ                                                           | きゃのうぇい きゃのうぇい                                     | -  |
| 11 | 52 | 10月30日      | ハロウィーンスペシャル（2）                | かにかまお かにかまぞう かにかますけ                            | かにかまぼこ               | サクラのお花ずし                                                                   | ぱりぴん☆彡どりーむ                                           | -  |
| 11 | 53 | 10月31日      | ハロウィーンスペシャル（3）                | パンピンプキン                                                  | かぼちゃ                   | まるごとかぼちゃプリン                                                             | オカシなおかしなティータイム                                  | -  |
| 11 | 54 | 11月1日       | ハロウィーンスペシャル（4）                | -                                                               | -                          | -                                                                                  | -                                                             | -  |
| 11 | 55 | 11月2日       | 『無花果』という食べ物は一体なんだ？       | -                                                               | -                          | 「クックルン特捜隊」 「無花果」ってどんなたべもの？                                | -                                                             | -  |
| 12 | 56 | 11月26日      | なんでも切っちゃう、ほうちょう怪人         | ホウチョンガーZ                                                 | あじ                       | やわらかあじのつみれ汁                                                             | パンパカパン☆キッチン                                         | D  |
| 12 | 57 | 11月27日      | 今日の怪人はなに怪人でしょう～？           | ○○怪人                                                          | とりもも肉                 | ふわとろ親子丼                                                                     | うま うま うまーい!! なぞなぞソング きゃのうぇい きゃのうぇい | B  |
| 12 | 58 | 11月28日      | なんでも粉々にしちゃうふるい怪人あらわる   | ふる山ふる子                                                    | はくりき粉                 | 3種の焼きまんじゅう                                                                | オカシなおかしなティータイム                                  | D  |
| 12 | 59 | 11月29日      | クヨッペンパパの奮闘記 よぼうせっしゅ編    | -                                                               | -                          | キラキラ☆グミ                                                                      | パパになっちゃった（2番）                                     | D  |
| 12 | 60 | 11月30日      | クックルン特捜隊 ごぼうをごぼう抜き!?      | -                                                               | -                          | 「クックルン特捜隊」 ごぼうの上の部分はどうなっている？                            | -                                                             | -  |
| 13 | 61 | 12月10日      | 赤ちゃん怪人の意外な正体                   | リフぞう                                                        | ひき肉                     | リースハンバーグ                                                                   | ぐるしゃか                                                    | D  |
| 13 | 62 | 12月11日      | 頭がながーーーい長芋怪人、あらわる！       | ロングロングイモーン                                            | 長いも                     | キラキラジュレサラダ                                                               | じぶんの味 Go My Way!                                         | -  |
| 13 | 63 | 12月12日      | バター怪人のバッタバタ子育て               | バッタバターン                                                  | バター                     | ステンドグラスクッキー                                                             | オカシなおかしなティータイム                                  | -  |
| 13 | 64 | 12月13日      | クヨッペンパパの育児日記 みんなで わーお！ | -                                                               | -                          | ブロッコリーツリー いちごのサンタクロース                                          | わ〜お！ デコッCHAO☆                                          | D  |
| 13 | 65 | 12月14日      | クックルン特捜隊 しょうがのホットな秘密    | -                                                               | -                          | 「クックルン特捜隊」 しょうがのホットな秘密をさぐれ！                              | スリー・ビンゴーズ・マーチ                                    | -  |
| 14 | 66 | 2019年 1月7日 | え!?食卓がしゃべった?!                     | -                                                               | ぶり                       | ぶりだいこん                                                                       | パンパカパン☆キッチン                                         | B  |
| 14 | 67 | 1月8日        | アズキのパパ、登場！                       | -                                                               | パプリカ                   | 牛肉と野菜のパプリカソース                                                         | じぶんの味 Go My Way!                                         | A  |
| 14 | 68 | 1月9日        | 怪人に狙われるアズキのパパ                 | -                                                               | おもち                     | ホワイトぜんざい                                                                   | フーフーしたらほっこりするね                                  | B  |
| 14 | 69 | 1月10日       | 帰ってきたママ。いなくなったパパ。         | -                                                               | -                          | -                                                                                  | -                                                             | -  |
| 14 | 70 | 1月11日       | ひと口で食べきれるキャベツ                 | -                                                               | -                          | 「クックルン特捜隊」 ひとくちで丸ごと食べられるキャベツについて調べよ！            | フーフーしたらほっこりするね                                  | -  |
| 15 | 71 | 1月21日       | 名場面セレクション ～アズキ編～            | -                                                               | -                          | -                                                                                  | うま うま うまーい!! なぞなぞソング                           | -  |
| 15 | 72 | 1月22日       | 名場面セレクション ～茶太郎編～            | -                                                               | -                          | 2つの味のライスパフ                                                                | -                                                             | -  |
| 15 | 73 | 1月23日       | 名場面セレクション ～マロン編～            | -                                                               | -                          | -                                                                                  | だし巻き岬                                                    | -  |
| 15 | 74 | 1月24日       | 特捜隊スペシャル ～前編～                  | -                                                               | -                          | 「クックルン特捜隊」 3人の名前にちなんだ食材を調査しゲットせよ！                   | -                                                             | -  |
| 15 | 75 | 1月25日       | 特捜隊スペシャル ～後編～                  | -                                                               | -                          | 「クックルン特捜隊」 3人の名前にちなんだ食材を調査しゲットせよ！                   | -                                                             | -  |
| 16 | 76 | 2月18日       | 世界ぽかぽかツアー                         | -                                                               | -                          | -                                                                                  | -                                                             | B  |
| 16 | 77 | 2月19日       | トムと松太郎パパを追いかけろ！             | -                                                               | キャベツ                   | あったかロールキャベツ                                                             | ファイナル・パンパカパン                                      | -  |
| 16 | 78 | 2月20日       | 松太郎パパをもとの姿に戻せ！               | -                                                               | たまご                     | ドレスドオムライス                                                                 | じゃじゃじゃフライパン                                        | E  |
| 16 | 79 | 2月21日       | ヒーローは楽しい？ ツラい？                | -                                                               | はちみつ                   | はちみつレモンマドレーヌ                                                           | トライ！ トライ！ トライ！                                    | E  |
| 16 | 80 | 2月22日       | トムの正体、マロンの正体                   | -                                                               | たまご ぎゅうにゅう バナナ | ホットミルクセーキ                                                                 | トライ！ トライ！ トライ！                                    | E  |
| 17 | 81 | 3月4日        | マロンを救え！                             | -                                                               | とりもも肉                 | ジューシーからあげ                                                                 | きゃのうぇい きゃのうぇい                                     | E  |
| 17 | 82 | 3月5日        | アズキの決断                               | -                                                               | アスパラガス               | アスパラガスの白あえ                                                               | じぶんの味 Go My Way!                                         | -  |
| 17 | 83 | 3月6日        | アズキとサクラのたまごやき                 | -                                                               | たまご                     | 思い出のたまごやき                                                                 | -                                                             | A  |
| 17 | 84 | 3月7日        | 3人で作る最後の料理                        | -                                                               | ぶた肉                     | 具だくさんとんじるとごはん                                                         | ファイナル・パンパカパン                                      | -  |
| 17 | 85 | 3月8日        | 笑顔の食卓                                 | -                                                               | -                          | -                                                                                  | -                                                             | -  |

### クックルンスペシャル
- 2017年度5週目

クックルンひとりひとりにスポットを当てた。
- 2017年度8週目

「夏のスペシャルミッション」を放送。
- 2017年度16週目

「北海道スペシャル」を放送。
- 2018年度7週目

「キャンプスペシャル」を放送。
- 2018年度15週目

前半の3日間はクックルンの3人の2年間の名場面を放送。後半の2日間は3人が自分たちの名前に関係がある食材を調査し、その食材で和菓子を作り食べた。